# Mujeres asesinas
Mujeres Asesinas (no Brasil, Mulheres Assassinas) é uma série mexicana produzida por Pedro Torres. Trata-se de uma adaptação da série argentina de mesmo nome, que por sua vez foi baseada na trilogia de livros Mujeres Asesinas de Marisa Grinstein, na qual documenta histórias reais de homicídios cometidos por mulheres.   
A série apresentava em cada episódio, uma mulher que cometia um assassinato, a razão de tal ato e a sentença final pelo crime. Os episódios foram dirigidos por: Mafer Suárez, Carlos García Agraz, Álvaro Curiel, Mariana Chenillo, Chava Cartas e Pepe Castro.  

## Sinopse
Mujeres Asesinas é uma série que apresenta o lado negro das mulheres que, tendo sido submetidas a maus-tratos, abusos e que acabam tornando-se assassinas. Trata-se uma investigação psicológica sobre as formas em que a violência e a morte se apropria à mente feminina.
O DIEM (Departamento de Investigação Especial de Mulheres) é encarregado de encontrar respostas, compreender e ajudar estas mulheres que são culpadas ou simplesmente vítimas de seu destino. Cada episódio mostra um caso diferente, onde uma mulher torna-se uma assassina. As mulheres que vão para o DIEM, após extensa pesquisa, são as que mataram, que tem consciência que merecem castigo, porém tiveram razões e motivações diferentes para chegar a matar. Os assassinos de mulheres, em última instância, são responsabilizados. São as mulheres assassinas que finalmente terão que acertar suas contas com a Justiça.

## DIEM
O Departamento de Investigações Especiais da Mulher (DIEM), é uma instituição de alta tecnologia e profissionalismo com policiais capacitados de combater e solucionar crimes em que a assassina também foi uma vítima.

## Exibição
No Brasil
No Brasil, a CNT exibiu entre 2010 e 2011 a primeira e a segunda temporada. A primeira teve início na emissora no dia 15 de julho de 2010, com o episódio Jéssica, tóxica.

### Segunda e Terceira temporada
- Rosa María Bianchi é a Doutora Sofía Capellán.
- Mauricio Castillo é o Douctor Gerardo Trejo.
- Wdeth Gabriel é a Tenente Aranda.
- Ricardo Franco é o Tenente Morán.

## Capítulos

### Primeira temporada (2008)
| Código de capítulo | Título               | Elenco | Diretor             | Capítulo Original                       |
| ------------------ | -------------------- | --- | ------------------- | --------------------------------------- |
| 101                | Sonia, desalmada     | Leticia Calderón Juan Soler Grettell Valdez Nuria Bages Catalina López Silvia Ramírez Raúl Ochoa Batazár Oviedo Samantha Vázquez.                                                                                          | Carlos García Agraz | Sonia, desalmada                        |
| 102                | Mónica, acorralada   | Irán Castillo Ofelia Medina Miguel Rodarte María Cristina Michaus Rosángela Balbó Olivia Rosati Edmundo Arizpe Carlos Pascual.                                                                                             | Mafer Suárez        | Mónica, acorralada                      |
| 103                | Margarita, ponzoñosa | Isela Vega Kika Edgar Angelina Peláez Armando Araiza Javier Ruán Armando Hernández Arturo Muñoz. | Mafer Suárez        | Margarita, la maldita                   |
| 104                | Jessica, tóxica      | Alejandra Barros Odiseo Bichir María Rojo Roberto Blandón Otto Sirgo Luz María Jerez Justo Ramírez Socorro Bonilla Pedro Torres Adrián Isaís Atenea Seamanduras.                                                           | Mafer Suárez        | Nélida, tóxica                          |
| 105                | Martha, asfixiante   | Nailea Norvind Juan Ríos Mercedes Molto Mónica Dossetti Anaís Ricardo Vera Martín Fierro Georgina del Rincón Jorge Alberto Bolaños José María Negri Paulina de Labra Floribel Alejandre Ximena Said Jorge Eduardo Córdova. | Carlos García Agraz | Marta Bogado, madre                     |
| 106                | Claudia, cuchillera  | Natalia Esperón Rafael Amaya Mauricio Barcelata Lilia Aragón Luis Couturier Lucero Lander Adriana Laffan Marina Marín Jorge Robles Nicole Casteele.                                                                        | Álvaro Curiel       | Claudia Sobrero, cuchillera             |
| 107                | Patricia, vengadora  | Damayanti Quintanar Alexis Ayala Adriana Roel Elizabeth Guindi Alejandro de la Madrid Juan Acosta Adrián Martiñón Paola Arroyo Santiago Hernández.                                                                         | Mafer Suárez        | Patricia, vengadora                     |
| 108                | Cándida, esperanzada | Lucía Méndez Aarón Hernán Alberto Estrella Patricia Reyes Spíndola Aleida Núñez Rodrigo Ruiz Vicente Torres. | Mafer Suárez        | Cándida, esposa improvisada             |
| 109                | Emilia, cocinera     | María Rojo Rafael Inclán Juan Carlos Colombo, Fernando Nesme Jorge Ortín el Trío Los Ángeles de Pepe Pineda. | Carlos García Agraz | Emilia Basil, cocinera                  |
| 110                | Sandra, trepadora    | Itatí Cantoral Abraham Ramos Lisardo David Ostrosky Alejandro Ávila Gregorio Reséndiz Salvador Ibarra. | Carlos García Agraz | Margarita Herlein, probadora de hombres |
| 111                | Cristina, rebelde    | Daniela Romo Raymundo Capetillo José Carlos Ruiz Adalberto Parra Marcos Valdés Gonzalo Sánchez. | Carlos García Agraz | Cristina, rebelde                       |
| 112                | Ana, corrosiva       | Cecilia Suárez Julio Bracho Castillo Verónica Jaspeado Vanessa Bauche Anna Fomina Patricia Roque Gastón Peterson. | Mafer Suárez        | Ana D., mujer corrosiva                 |
| 113                | Emma, costurera      | Verónica Castro Héctor Suárez Carlos Bracho Carlos Bonavides Cecilia Tijerina Alexandra de la Mora Ricardo Barona Alfredo Herrera José Astorga.                                                                            | Carlos García Agraz | Ema, costurera                          |

### Segunda temporada (2009)
| Código de capítulo | Título                  | Elenco | Director            | Capítulo Original                   |
| ------------------ | ----------------------- | --- | ------------------- | ----------------------------------- |
| 201                | Clara, fantasiosa       | Edith González Ana Layevska René Casados Blanca Sánchez Silvia Mariscal Moises Suárez Lilí Brillanti Carlos Aragón Benjamín Islas. | Carlos García Agraz | Clara, la fantasiosa                |
| 202                | Las Garrido, codiciosas | Patricia Navidad Galilea Montijo Ana Brenda Contreras Manuel Ojeda Carlos Cardán Álex Perea Marcial Salinas Martín Rojas Mauricio Moreno.                                                                                                  | Mafer Suárez        | Hermanas de sangre                  |
| 203                | Laura, confundida       | Sherlyn José Luis Reséndez David Ostrosky Mónika Sánchez Patricia Martínez Raquel Morell Ramón Valdez Urtiz Eréndida Reyes. | Carlos García Agraz | Sandra, confundida                  |
| 204                | Ana y Paula, ultrajadas | Karyme Lozano Elsa Pataky Rafael Inclán Pedro Kominik Ignacio Guadalupe Jaime Lozano Emilio Pérez Casas. | Mariana Chenillo    | Nora, ultrajada                     |
| 205                | Rosa, heredera          | Daniela Castro Silvia Pinal Salvador Pineda Lorena Velázquez Anel Gabriela Carrillo Pedro Torres. | Carlos García Agraz | Ana María Soba, heredera impaciente |
| 206                | Tita Garza, estafadora  | Patricia Reyes Spíndola Enrique Singer Lourdes Reyes Margarita Isabel Raquel Pankowsky Cecilia Romo Arturo Barba Aleyda Gallardo Natalia García Ramón Manuel Raviela Luis Alberto García Javier Villarreal.                                | Mafer Suárez        | Yiya Murano, envenenadora           |
| 207                | Julia, encubridora      | Angélica Vale Angélica María Eduardo Santamarina Mauricio Aspe Agustín Arana Fátima Torre Arturo Posada Mariana Rountree Nicolás Krinis Gustavo Villatoro.                                                                                 | Mafer Suárez        | Laura E., encubridora               |
| 208                | Soledad, cautiva        | Angelique Boyer Alfonso Herrera Roberto Ballesteros Alejandra Procuna Francisco Avendaño Fernanda Reto Alexandra de la Mora Pamela Reiter Athalia Jiménez Claudia Torres Kara Kilinsky Nur Rubio Eryka Foz Antonio Manuel Guadalupe Colin. | Álvaro Curiel       | Soledad, cautiva                    |
| 209                | Ofelia, enamorada       | Nuria Bages Víctor Trujillo Karla Cossío Julio Vega Mara Patricia Castañeda Luis Fernando Zárate. | Mafer Suárez        | Ofelia, enamorada                   |
| 210                | Cecilia, prohibida      | Adriana Fonseca Luis Gerardo Méndez Olivia Bucio Arsenio Campos Amor Flores Julio Beckor Ramiro Huescas Karol Sevilla Hiram López. | Mafer Suárez        | Cecilia, hermana                    |
| 211                | María, pescadera        | María Sorté Azela Robinson Salvador Sánchez Beatriz Moreno Isabel Martínez "La Tarabilla" Blanca Loaria. | Carlos García Agraz | Blanca, operaria                    |
| 212                | Tere, desconfiada       | Susana González Alejandro Ávila Eiza González Marcela Páez Evelyn Solares. | Álvaro Curiel       | Nina, desconfiada                   |
| 213                | Carmen, honrada         | Carmen Salinas Cecilia Gabriela Luis Gatica Eddy Vilard Mariana Van Rankin Joaquín Gil. | Carlos Garcìa Agraz | Carmen, honrada                     |

### Terceira temporada (2010)
| Código de capítulo | Título                         | Elenco | Director                    | Capítulo Original |
| ------------------ | ------------------------------ | --- | --------------------------- | --- |
| 301                | Irma, de los peces             | Jacqueline Bracamontes Alejandro Tommasi Emilio Echevarria Silvia Eugenia Derbez Flavio Medina.           | Mafer Suárez                | Irma, la de los peces |
| 302                | Elena, protectora              | Rocío Banquells Ilse Salas Jorge Poza Lalo "El Mimo" Mauricio Isaac Alea Yolótl Araceli Adame Raúl Tadeo. | Carlos Garcia Agraz         | Elena, protectora |
| 303                | Azucena, liberada              | Zuria Vega Rafael Inclán Sergio Corona Mike Biaggio Claudia Troyo Tania Ibañez Pablo Lyle.                | Carlos Garcia Agraz         | Azucena, vengadora |
| 304                | Elvira y Mercedes, justicieras | Yolanda Andrade Aleida Núñez Adal Ramones Geraldine Galván.                                               | Chava Cartas                | Javiera, ingenua |
| 305                | Eliana, cuñada                 | Dulce María Fernanda Castillo Sebastián Zurita Marcela Cuevas Natália Subtil                              | Chava Cartas                | Eliana, cuñada |
| 306                | Las Blanco, viudas             | Diana Bracho Maite Perroni Luz María Aguilar Mark Tacher Jorge Pondal.                                    | Carlos Garcia Agraz         | Caso mexicano, baseado na história de Emma Argüello Jurado, Roxana Arredón Argüello e Leslie Arellanes Arredón, também conhecido como "As viúvas negras" |
| 307                | Thelma, impaciente             | Ana Bertha Espín Manuel "Flaco" Ibáñez Marco Muñoz Sophie Alexander Juan Manuel Espadas.                  | Mafer Suárez                | Thelma, impaciente |
| 308                | Annette y Ana, nobles          | Belinda Issabela Camil William Levy Tony Batres Diana Golden.                                             | Chava Cartas y Pedro Torres | Caso mexicano, baseado na história de Sofía Bassi |
| 309                | Paula, bailarina               | Kika Edgar Héctor Sandarti Dalilah Polanco María Inés Pintado Freddy Ortega.                              | Mafer Suárez                | Paula, bailarina |
| 310                | Marta, manipuladora            | Aislinn Derbez Manuel Landeta Lorena Meritano Alejandro de la Madrid Samadhi.                             | Carlos García Agraz         | Marta, manipuladora |
| 311                | María, fanática                | Dominika Paleta Silvia Mariscal Ivanna Díaz Nicolás Gael Marcelo Córdoba.                                 | Pepe Castro                 | María, creyente |
| 312                | Luz, arrolladora               | Cynthia Klitbo Giselle Blondet Darío Ripoll Margarita Magaña Jorge Arvizu.                                | Álvaro Curiel               | Caso americano, baseado na história de Clara Harris |
| 313                | Maggie, pensionada             | Leticia Perdigón Irma Lozano Ana Luisa Peluffo Lourdes Canale Jana Raluy.                                 | Pepe Castro                 | Caso mexicano, baseado na história de Juana Dayanara Barraza Samperio, vulgo "La Mataviejitas"                                                           |
| 314                | Las Cotuchas, empresarias      | Pilar Pellicer Patricia Reyes Spíndola María Rojo Maya Zapata Tiaré Scanda Annette Cuburu Fabián Robles.  | Carlos García Agraz         | Caso mexicano, baseado na história de Delfina, Eva e María de Jesús González Valenzuela, vulgo "Las Poquianchis"                                         |

## Aberturas
- Primeira Temporada - Instrumental
- Segunda Temporada - (Que Emane - Gloria Trevi)
- Terceira Temporada - (Una Alma Perdida - Ana Bárbara)
- Terceira Temporada - (Con Las Manos Atadas - Yuri)

## Prêmios
- 2009 - TvyNovelas - Melhor série feita no México

## Versões
- Mujeres Asesinas (Argentina) (2005-2008) - Versão Original
- Mujeres Asesinas (México) (2008-2010)
- Mujeres Asesinas (Colômbia) (2007-2009)
- Mujeres Asesinas (Equador) (2009)
- Donne Assassine (Itália) (2009)
- Mujeres Asesinas (República Dominicana) (2012)
- Killer Women (EUA) (2014)

## Ligaçoês Externas
- «Site oficial»
- «Site Oficial Esmas»
- «Univision»